# Station Mæl
Station Mæl is een voormalig station in  Mæl in de gemeente Tinn in fylke Telemark in Noorwegen. Het station werd geopend in 1909. Mæl was het eindpunt van Rjukanbanen. Hier werden de treinen op de spoorpont Mæl - Tinnoset gereden om per pont naar Tinnoset te worden overgezet. De spoorlijn was aangelegd ten behoeve van het complex van Norsk Hydro in Vemork. Toen dit in 1991 werd gesloten betekende dat ook het einde voor de spoorlijn en voor station Mæl. 